# Avisail García
Avisail Antonio García Yaguarin (nacido en Anaco, Estado Anzoátegui, Venezuela, el 12 de junio de 1991), es un jugador de béisbol profesional que juega en la organización Miami Marlins. Actualmente es el Jardinero derecho de este equipo. En la Liga Venezolana de Béisbol Profesional juega con el equipo Los Tigres de Aragua.

## Carrera como beisbolista

### 2008
Avisail García es seleccionado por la organización de Tigres de Detroit,  y colocado en Las Ligas Menores de Béisbol, con los VSL Tigers de la Venezuelan Summer League de la clase Rookie desde el 12 de mayo hasta el 2 de agosto del 2008.

### 2009
En el 2009 García, es asignado en el equipo Lakeland Flying Tigers de la Florida State League de la Clase A Avanzada (Fuerte) desde el 7 de mayo hasta el 11 de mayo, participando con el equipo solo 8 veces al plato en 3 partidos. participa también con el equipo West Michigan Whitecaps de la Midwest League de la Clase A (Media) desde el 16 de mayo hasta el 7 de septiembre de 2009.
El 9 de octubre de 2009	Avisail García fue asignado a Caribes de Anzoátegui. hace su debut en la Liga Venezolana de Béisbol Profesional Temporada 2009-10 el 11 de noviembre y hasta el 8 de diciembre de 2009.

### 2010
En el 2010 García, vuelve a participar con el equipo West Michigan Whitecaps de la Midwest League de la Clase A (Media) desde el 8 de abril hasta el 4 de septiembre de 2010.
El 23 de septiembre de 2010,	Avisail García vuelve a ser asignado a Caribes de Anzoátegui desde el 14 de octubre hasta el 28 de octubre de 2010.

### 2011
El 10 de enero de 2011,	Tigres de Detroit invitó fuera del roster al RF Avisail García a los entrenamientos de primavera.
El 30 de marzo de 2011, García fue asignado a Lakeland Flying Tigers de la Florida State League de la Clase A Avanzada (Fuerte) participa con el equipo desde el 7 de abril hasta el 4 de septiembre de 2011.
García vuelve a ser asignado a Caribes de Anzoátegui y participa con el equipo desde el 12 de octubre hasta el 5 de diciembre de 2011. 
El 18 de noviembre de 2011, Los Tigres de Detroit renuevan el contrato de Avisail García de Lakeland Flying Tigers

### 2012
García vuelve a participar con Los Lakeland Flying Tigers desde el 5 de abril hasta el 3 de julio de 2012.
15 de marzo de 2012, Los Tigres de Detroit asignaron a García a los Erie SeaWolves de la Eastern League de la Doble A desde el 4 de julio hasta el 30 de agosto de 2012. Fue nombrado jugador del año 2012 en Ligas Menores de Béisbol para el sistema de granja de tigres.
Debuta en el equipo de Tigres de Detroit de Grandes Ligas de Béisbol el 31 de agosto de 2012, convirtiéndose en el Venezolano N.º 283 en las Grandes Ligas. Obteniendo un promedio de bateo de .319 en 23 juegos, e hizo la lista de playoffs, que aparece en la Liga División, Serie de Campeonato de la Liga y 2012 World Series. En 23 turnos al bate en postemporada, García bateó .261 con un doble y cuatro impulsadas.
Él es conocido por su parecido con el excompañero de equipo Miguel Cabrera , lo que le valió el apodo de "Mini Miggy". Tanto grada 6 pies y 4 pulgadas (1,9 m) de altura, pesan 240 libras (110 kg), bate derecho, y nacido de Venezuela, aunque Cabrera tiene una ventaja en bateo.
El 20 de noviembre de 2012, García vuelve a participar con los Caribes de Anzoátegui, para la Liga Venezolana de Béisbol Profesional 2012-13

### 2013
García comenzó la temporada 2013 con un tiro exterior para hacer el día de apertura lista de los Tigres de Detroit, pero esa posibilidad terminó cuando fue colocado en la lista de lesionados (DL) de 15 días, el 26 marzo con una contusión en el talón. Se incorpora a los Tigres en mayo de 2013, cuando Austin Jackson fue colocado en la lista de lesionados.
El 25 de abril de 2013, los Tigres de Detroit envió a García a una asignación de rehabilitación para Lakeland Flying Tigers de la Florida State League de la Clase A Avanzada (Fuerte) desde el 25 de abril hasta el 30 de abril de 2013.
El 1 de mayo de 2013, Los Tigres de Detroit envían a García con Los Toledo Mud Hens de la International League de la Triple A. cuando Jackson salió de la lista de lesionados,
El 13 de mayo de 2013, Los Tigres de Detroit Activan a García. El 15 de mayo, García conectó su primer cuadrangular importante en LA MLB.
El 14 de junio de 2013,	Los Tigres de Detroit activan a García.
El 7 de julio de 2013, durante un juego de los Toledo Mud Hens de la Triple A, García golpeó para el ciclo en una victoria 9-7 contra los Indios de Indianápolis. Esto marcó el primer ciclo de una gallina de barro y contra Ryan Raburn.
El 30 de julio de 2013 fue negociado como parte de una fábrica de 3 por equipo de los Tigres de Detroit a los Medias Blancas de Chicago.
El 31 de julio de 2013, Los Tigres de Detroit cambiaron a García y Brayan Villarreal a Boston Red Sox por el SS Jose Iglesias.
El 31 de julio de 2013, Boston Red Sox cambiaron a García a Los Chicago White Sox.
El 1 de agosto de 2013,	Chicago White Sox asignó García para el equipo Charlotte Knights de la International League de la Triple A, participando con el equipo desde el 1 de agosto hasta el 8 de agosto de 2013. Entre Charlotte y Toledo, encabezó la Liga Internacional en promedio de bateo con una marca de .374. Cuando los Medias Blancas cambiaron a Álex Ríos el 9 de agosto, promovieron García a las ligas mayores. Comenzó su primer partido con los Medias Blancas el 10 de agosto, y se recoge su primer éxito con el equipo en la sexta entrada.

### 2014
García salió de un partido contra los Rockies de Colorado el 9 de abril de 2014 después de que él ha atascado el hombro izquierdo después de intentar una gran atrapada en el jardín derecho. Al día siguiente, una resonancia magnética reveló que su hombro izquierdo tenía un desgarro. Fue colocado en la lista de lesionados de 60 días y presumiblemente fue anulado por fuera de la temporada de 2014.
El 1 de agosto de 2014, Los Medias Blancas de Chicago enviaron García a una asignación de rehabilitación con los Charlotte Knights de la International League de la Triple A desde el 1 de agosto hasta el 14 de agosto de 2014. García se recuperó con éxito y fue activado de la lista de lesionados el 16 de agosto de 2014. limitada a solo 46 juegos en el 2014, García obtuvo un promedio de bateo de .274 con 7 cuadrangulares y 29 carreras impulsadas.
Siguen los cambios en el mercado de la LVBP, el 13 de agosto de 2014 Los Tigres de Aragua y Caribes de Anzoátegui pactaron el traspaso de varios peloteros. Avisaíl García y Eduardo Escobar
El 2 de noviembre de 2014, García es asignado a Los Tigres de Aragua participa con el equipo la temporada 2014 hasta el 14 de diciembre.

### 2015
Vuelve a participar con Los Medias Blancas de Chicago desde el 6 de abril hasta el hasta el 4 de octubre de 2016, obteniendo un promedio de bateo de .245 en 553 turnos al bate, con 101 hits, 51 carreras impulsadas, 59 carreras anotadas, 36 bases por bolas, 141 ponches.

### 2016
El 9 de agosto de 2016, Los Medias Blancas de Chicago colocaron Avisail García en la lista de lesionados de 15 días por esguince en la rodilla derecha.
El 20 de agosto de 2016,Los Medias Blancas de Chicago enviaron Avisail García en una asignación de rehabilitación con los Charlotte Knights.
Avisail García avanzó en su preparación para debutar con los Tigres de Aragua en la temporada 2016-2017. El grandes ligas participó en una práctica especial convocada por el mánager Eduardo Pérez en el Estadio José Pérez Colmenares. García se ausentó de la cueva aragüeña la temporada anterior, pero en su única campaña con los Tigres (2014-2015), luego de llegar en un cambio con Caribes de Anzoátegui, exhibió una sólida línea a de .312/.366/.528, más OPS de .894, 5 cuadrangulares y 22 producidas en apenas 34 desafíos. Participa con los Tigres de Aragua desde el 4 de noviembre hasta el 22 de diciembre de 2014
El 3 de diciembre de 2016, García y los Medias Blancas de Chicago evitaron el arbitraje salarial al aceptar un año, $ 3 millones del contrato para la temporada 2017.

### 2017
El 8 de abril de 2017, García conectó un cuadrangular de dos carreras en la sexta entrada y un triple empujando dos carreras en la segunda entrada contra los Mellizos de Minnesota, entregando a los Mellizos su primera derrota de la temporada.